# Microregione di Uberaba
Uberaba è una microregione del Minas Gerais in Brasile, appartenente alla mesoregione di Triângulo Mineiro e Alto Paranaíba.

## Comuni
È suddivisa in 7 comuni:
- Água Comprida
- Campo Florido
- Conceição das Alagoas
- Conquista
- Delta
- Uberaba
- Veríssimo